# Ellen Neumann-Fiedler
Ellen Neumann-Fiedler (República Democrática Alemana, 26 de noviembre de 1958) fue una atleta alemana, especializada en la prueba de 400 m vallas en la que llegó a ser medallista de bronce mundial en 1983 y en los relevos 4x400 m en los que ganó el oro en el mismo mundial.

## Carrera deportiva
En el Mundial de Helsinki 1983 ganó la medalla de oro en los relevos 4x400 metros —por delante de Checoslovaquia y la Unión Soviética— y el bronce en los 400 m vallas, con un tiempo de 54.55 segundos, llegando a la meta tras las soviéticas Yekaterina Fesenko y Ana Ambrazienė.